# Henk Feldmeijer

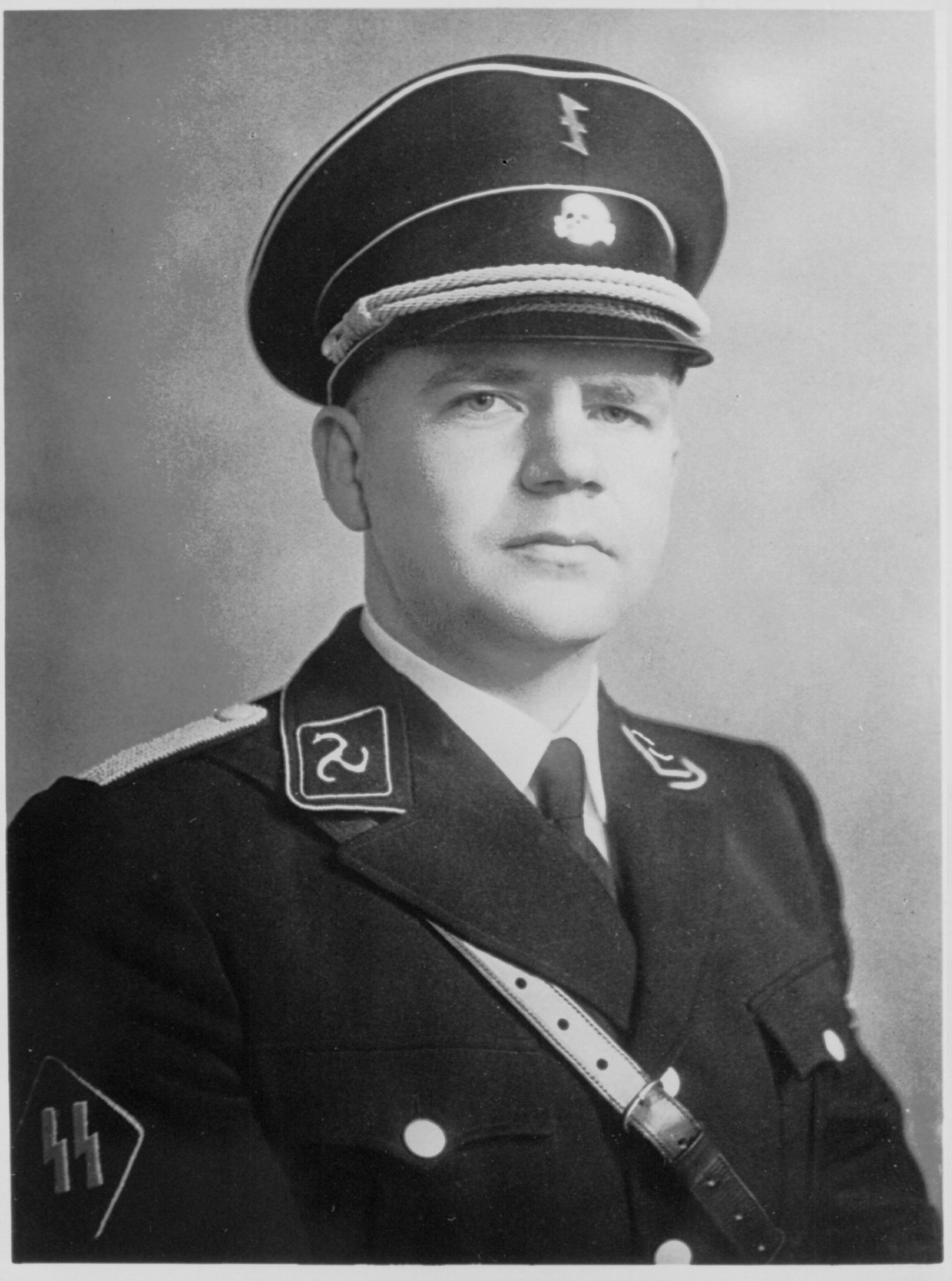
Henk Feldmeijer

Johannes Hendrik Feldmeijer (* 30. November 1910 in Assen; † 22. Februar 1945 in Raalte) war ein niederländischer nationalsozialistischer Politiker und Angehöriger der Waffen-SS.

## Leben
Feldmeijer studierte Mathematik und Naturwissenschaften an der Reichsuniversität Groningen, beendete sein Studium jedoch nicht und widmete sich dem Nationalsozialismus. Bereits im Alter von 21 Jahren trat er 1931 der Nationaal-Socialistische Beweging (NSB) bei und gehörte dort zu dem völkischen Flügel.
Feldmeijer begann im Herbst 1939 mit dem Aufbau der „Mussert-Garde“, deren Führer er wurde. Nach dem deutschen Angriff auf die Niederlande im Mai 1940 gründete und leitete er die Niederländische SS im September 1940 (SS-Nummer 440.001).
Im Zweiten Weltkrieg wurde er auf dem Balkan und an der Ostfront eingesetzt und mit dem Eisernen Kreuz ausgezeichnet. Zum 9. November 1944 wurde er zum SS-Hauptsturmführer der Waffen-SS befördert.
Feldmeijer war in verantwortlicher Position an Verbrechen gegen Zivilisten in den Niederlanden beteiligt. Insbesondere leitete er Repressalien als Reaktion auf Anschläge des niederländischen Widerstandes, so beim Unternehmen „Silbertanne“, bei dem 54 Zivilisten durch das Sonderkommando Feldmeijer erschossen wurden.
Feldmeijer starb auf dem Weg zur Front, als ein alliierter Jagdflieger sein Auto unter Beschuss nahm.